# Zemětřesení v Chiapasu 2017
Zemětřesení v Mexiku o síle 8,1 zasáhlo Mexiko a Guatemalu ve večerních hodinách 7. září 2017. Epicentrum se nacházelo v Tichém oceánu poblíž města Pijijiapan na jihu Mexika. Následná vlna tsunami dosáhla výšky přes 1,5 metru. V oblasti byly zaznamenány stovky dotřesů, z nichž nejsilnější měl sílu 5,7. Vyžádalo si nejméně 100 obětí, z nichž většina byla ohlášena z mexického státu Oaxaca.
Šlo o druhé nejsilnější zaznamenané zemětřesení v dějinách Mexika od zemětřesení z roku 1787. Počtem obětí jde o nejsmrtonosnější zemětřesení v zemi od zemětřesení z roku 1985.